# Oslo (Minnesota)
Oslo – miasto w Stanach Zjednoczonych, w stanie Minnesota, w hrabstwie Marshall.